# Melcher Falkenberg (1872–1928)
Melcher Otto Falkenberg af Trystorp, född 2 januari 1872 i Västerås domkyrkoförsamling, död 15 juli 1928 i Rytterne församling, Västmanland, var en svensk friherre och agronom. Åren 1915–1928 var han statens torvingenjör. Han var son till översten friherre Henrik Falkenberg.

## Utbildning
Falkenberg tog inträdesexamen till Tekniska Högskolan i Stockholm 1890. Året därefter började han studera vid Ultuna landtbruksinstitut och tog examen där 1893. Samma år läste han en kurs vid Stockholms läns hushållningssällskaps frökontrollanstalt. År 1903 genomgick Falkenberg torvskolan i Emmaljunga.

## Karriär

### Agronomi
Under året 1894 arbetade Falkenberg som bokhållare och andrelärare vid Tomta lantbruksskola. Mellan 1894 och 1907 var han jordbruksarrendator. Han arrenderade Kurö i Teda socken, Uppland, Säby i Björksta socken, Västmanland samt Kärn och Högholm i Ängsö socken, Västmanland.
Falkenberg fick i juli 1903 tjänsten som statens torvbiträde. Han befordrades 1904 till torvassistent och åren 1906–1910 var han sekreterare i torvmaskinprovningsnämnden. I januari 1915 utsågs Falkenberg till statens torvingenjör, en position han höll fram till sin död 1928.

### Övrigt
Falkenberg var vice ordförande i kommunalnämnden i Teda socken 1898–1901 samt nämndeman 1899–1902. Under denna tid var han även verkställande direktör för Ängsösunds mejeriförening.

## Familj
Melcher Falkenberg tillhörde den friherrliga ätten Falkenberg af Trystorp, nr 255. Han var son till översten friherre Henrik Falkenberg (1815–1875) och Charlotta Silfverstople (1836–1911). 15 juni 1899 gifte han sig med Ellen Spilhammar (1872–1945), dotter till tidningsmannen Johan Spilhammar (1836–1922) och Emma Küsel (1835–1920). De fick två söner och tre döttrar.